# Сафракс
Сафракс (лат. Saphrax; + бл. 400) був остготським (гревтунгським) князем і генералом. Був регентом та соправителем готського королівства з 376 року.
Разом з Алатеєм правив частиною племен гревтунгів, які під проводом короля Вітімира рушили з півдня України на захід до Дунаю і теренів Римської імперії, після поразки в битві з гунами і аланами під проводом князя Баламбера 376 року. Після смерті Вітімира неповнолітній Відеріх став королем остготів, проте, генерали усунули його від влади й фактично країною та племенами частини остготів правили вони.
Відомо, що восени 376 року опікуни Відеріха - Алатей і Сафрак доставили його на лівий берег в самі низов'я Дунаю. Немає жодного повідомлення, що він переправився через річку. Зате достеменно відомо, що конфедерацією трьох народів на території Римської імперії керували тільки воєначальники Алатей і Сафрак.
Переправившись через Дунай на територію Східно-римської імперії Алатей та Сафракс приєдналися до повстання Фрітігерна і разом з ним брали участь 378 року в битві з імператором Валентом при Адріанополі. Тоді кіннота Алатея і Сафрака вдалим маневром вирішила результат цієї битви на користь готів. 
Відомо, що остготи й алани Алатея і Сафрака були поселені імператором Граціаном в Паннонії з 380 року.
Помер близько 400 року.